# Рікардо Мелло

Рікардо Мелло (порт. Ricardo Mello; нар. 21 грудня 1980) — колишній бразильський тенісист.
Найвищу одиночну позицію світового рейтингу — 50 місце досяг 25 липня 2005, парну — 118 місце — 11 липня 2005 року.
Здобув 1 одиночний титул.
Найвищим досягненням на турнірах Великого шолома було 3 коло в одиночному та парному розрядах.
Завершив кар'єру 2013 року.

## Фінали Туру ATP за кар'єру

### Одиночний розряд: 1 (1 перемога)
| Легенда                                     |
| ------------------------------------------- |
| Турніри Великого шолома (0–0)               |
| Фінали Світового туру ATP (0–0)             |
| Серія Мастерс 1000 Світового Туру ATP (0–0) |
| Серія 500 Світового туру ATP (0–0)          |
| Серія 250 Світового туру ATP (1–0)          |

| Фінали за покриттям |
| ------------------- |
| Тверде (1–0)        |
| Ґрунт (0–0)         |
| Трава (0–0)         |

| Фінали за типом корту |
| --------------------- |
| Відкритий (1–0)       |
| Закритий (0–0)        |

| Результат | В-П | Дата     | Турнір          | Рівень    | Покриття | Суперник     | Рахунок       |
| --------- | --- | -------- | --------------- | --------- | -------- | ------------ | ------------- |
| Перемога  | 1–0 | Вер 2004 | Делрей-Біч, США | Серія 250 | Тверде   | Вінс Спейдія | 7–6(7–2), 6–3 |

## Фінали ATP Челленджер і ITF Ф'ючерс

### Одиночний розряд: 30 (21–9)
| Легенда               |
| --------------------- |
| ATP Челленджер (15–8) |
| ITF Ф'ючерс (6–1)     |

| Фінали за покриттям |
| ------------------- |
| Тверде (14–7)       |
| Ґрунт (7–2)         |
| Трава (0–0)         |
| Килим (0–0)         |

| Результат | В-П  | Дата     | Турнір                          | Рівень     | Покриття | Суперник            | Рахунок                 |
| --------- | ---- | -------- | ------------------------------- | ---------- | -------- | ------------------- | ----------------------- |
| Перемога  | 1–0  | Сер 1999 | Уругвай F2, Jose-Ignacio        | Ф'ючерс    | Ґрунт    | Маркуш Даніел       | 6–7, 7–5, 6–3           |
| Перемога  | 2–0  | Жов 1999 | Парагвай F3, Асунсьйон          | Ф'ючерс    | Ґрунт    | Гергей Кішдьєрдь    | 7–5, 6–1                |
| Перемога  | 3–0  | Чер 2000 | Мексика F3, Мерида              | Ф'ючерс    | Тверде   | Ігнасіо Ірігоєн     | 6–4, 1–6, 6–4           |
| Перемога  | 4–0  | Вер 2000 | Бразилія F1, Віторія            | Ф'ючерс    | Ґрунт    | Жуліу Сілва         | 6–4, 6–3                |
| Поразка   | 4–1  | Лют 2001 | США F4, Корпус-Крісті           | Ф'ючерс    | Тверде   | Дамін Робертс       | 4–6, 2–6                |
| Перемога  | 5–1  | Кві 2001 | Бразилія F2, Teresopolis        | Ф'ючерс    | Ґрунт    | Родріго Сердера     | 6–2, 6–4                |
| Перемога  | 6–1  | Тра 2001 | США F11, Віро-Біч               | Ф'ючерс    | Ґрунт    | Тома Дюпре          | 4–6, 6–2, 6–4           |
| Перемога  | 7–1  | Лип 2001 | Кампус-ду-Жордан, Бразилія      | Челленджер | Тверде   | Алешандре Сімоні    | 7–6(8–6), 4–6, 7–6(7–5) |
| Поразка   | 7–2  | Гру 2001 | Ріо-де-Жанейро, Бразилія        | Челленджер | Тверде   | Крістіан Плесс      | 1–6, 1–6                |
| Поразка   | 7–3  | Бер 2002 | Салінас, Еквадор                | Челленджер | Тверде   | Іван Міранда        | 3–6, 4–6                |
| Перемога  | 8–3  | Лип 2002 | Кампус-ду-Жордан, Бразилія      | Челленджер | Тверде   | Максіміліан Абель   | 7–6(7–2), 6–3           |
| Перемога  | 9–3  | Сер 2002 | Белу-Оризонті, Бразилія         | Челленджер | Тверде   | Алешандре Сімоні    | 6–3, 6–3                |
| Поразка   | 9–4  | Жов 2003 | Кіто, Еквадор                   | Челленджер | Ґрунт    | Джованні Лапентті   | 3–6, 7–6(10–8), 3–6     |
| Перемога  | 10–4 | Лис 2003 | Пуебла, Мексика                 | Челленджер | Тверде   | Маркус Ганчк        | 7–6(7–5), 6–4           |
| Поразка   | 10–5 | Сер 2004 | Белу-Оризонті, Бразилія         | Челленджер | Тверде   | Янко Типсаревич     | 4–6, 7–5, 4–6           |
| Перемога  | 11–5 | Сер 2004 | Грамаду, Бразилія               | Челленджер | Тверде   | Янко Типсаревич     | 2–6, 7–5, 6–4           |
| Перемога  | 12–5 | Січ 2005 | Сан-Паулу, Бразилія             | Челленджер | Тверде   | Джованні Лапентті   | 4–6, 6–2, 7–6(7–0)      |
| Перемога  | 13–5 | Кві 2006 | Флоріанополіс, Бразилія         | Челленджер | Ґрунт    | Дієго Хункейра      | 6–3, 5–7, 7–6(7–4)      |
| Перемога  | 14–5 | Лип 2006 | Кампус-ду-Жордан, Бразилія      | Челленджер | Тверде   | Іво Клець           | 6–3, 6–4                |
| Поразка   | 14–6 | Бер 2008 | Леон, Мексика                   | Челленджер | Тверде   | Бруно Ечагарай      | 0–6, 6–3, 6–7(6–8)      |
| Поразка   | 14–7 | Лип 2008 | Манта, Еквадор                  | Челленджер | Тверде   | Джованні Лапентті   | 2–6, 4–6                |
| Перемога  | 15–7 | Січ 2009 | Сан-Паулу, Бразилія             | Челленджер | Тверде   | Пауль Капдевіль     | 6–2, 6–4                |
| Перемога  | 16–7 | Сер 2009 | Бразиліа, Бразилія              | Челленджер | Тверде   | Хуан Ігнасіо Чела   | 7–6(7–2), 6–4           |
| Перемога  | 17–7 | Січ 2010 | Сан-Паулу, Бразилія             | Челленджер | Тверде   | Едуардо Шванк       | 6–3, 6–1                |
| Поразка   | 17–8 | Кві 2010 | Куритиба, Бразилія              | Челленджер | Ґрунт    | Домінік Мефферт     | 4–6, 7–6(7–3), 2–6      |
| Поразка   | 17–9 | Сер 2010 | Кампус-ду-Жордан, Бразилія      | Челленджер | Тверде   | Ізак ван дер Мерве  | 6–7(6–8), 3–6           |
| Перемога  | 18–9 | Сер 2010 | Салвадор, Бразилія              | Челленджер | Тверде   | Тьяго Алвес         | 5–7, 6–4, 6–4           |
| Перемога  | 19–9 | Січ 2011 | Сан-Паулу, Бразилія             | Челленджер | Тверде   | Рафаел Камілу       | 6–2, 6–1                |
| Перемога  | 20–9 | Жов 2011 | Ресіфі, Бразилія                | Челленджер | Тверде   | Рожеріу Дутра Сілва | 7–6(7–5), 6–3           |
| Перемога  | 21–9 | Жов 2011 | Сан-Жозе-ду-Ріу-Прету, Бразилія | Челленджер | Ґрунт    | Едуардо Шванк       | 6–4, 6–2                |

### Парний розряд: 16 (3–13)
| Легенда               |
| --------------------- |
| ATP Челленджер (3–12) |
| ITF Ф'ючерс (0–1)     |

| Фінали за покриттям |
| ------------------- |
| Тверде (1–6)        |
| Ґрунт (2–7)         |
| Трава (0–0)         |
| Килим (0–0)         |

| Результат | В-П  | Дата     | Турнір                     | Рівень     | Покриття | Партнер          | Суперники                         | Рахунок                 |
| --------- | ---- | -------- | -------------------------- | ---------- | -------- | ---------------- | --------------------------------- | ----------------------- |
| Поразка   | 0–1  | Чер 2001 | Бразилія F3, Сан-Паулу     | Ф'ючерс    | Ґрунт    | Маркуш Даніел    | Дієґо Веронельї Адріану Феррейра  | 3–6, 4–6                |
| Поразка   | 0–2  | Лип 2001 | Кампус-ду-Жордан, Бразилія | Челленджер | Тверде   | Рікарду Шлахтер  | Алехандро Ернандес Андре Са       | 7–6(8–6), 6–7(5–7), 5–7 |
| Поразка   | 0–3  | Вер 2001 | Сан-Паулу, Бразилія        | Челленджер | Ґрунт    | Маркуш Даніел    | Адріану Феррейра Едгардо Масса    | без гри                 |
| Поразка   | 0–4  | Чер 2002 | Андорра-ла-Велья, Андорра  | Челленджер | Тверде   | Ермес Гамональ   | Шон Рудман Веслі Муді             | 2–6, 1–6                |
| Поразка   | 0–5  | Чер 2003 | Андорра-ла-Велья, Андорра  | Челленджер | Тверде   | Алешандре Сімоні | Рік Де Вуст Туомас Кетола         | 4–6, 6–3, 4–6           |
| Перемога  | 1–5  | Жов 2003 | Кіто, Еквадор              | Челленджер | Ґрунт    | Алешандре Сімоні | Рікарду Шлахтер Г'юго Армандо     | 6–3, 6–4                |
| Поразка   | 1–6  | Лип 2004 | Сан-Паулу, Бразилія        | Челленджер | Тверде   | Енріке Меллу     | Алехандро Ернандес Андре Са       | 4–6, 4–6                |
| Перемога  | 2–6  | Лип 2004 | Кампус-ду-Жордан, Бразилія | Челленджер | Тверде   | Іван Міранда     | Алехандро Ернандес Андре Са       | 6–3, 6–4                |
| Поразка   | 2–7  | Лип 2005 | Б'єлла, Італія             | Челленджер | Ґрунт    | Карлос Берлок    | Том Ванхудт Габріель Тріфу        | 4–6, 6–4, 4–6           |
| Поразка   | 2–8  | Тра 2006 | Туніка-Резортс, США        | Челленджер | Ґрунт    | Г'юго Армандо    | Джефф Моррісон Боббі Рейнольдс    | 6–3, 6–7)5-7), [9–11]   |
| Поразка   | 2–9  | Жов 2007 | Кіто, Еквадор              | Челленджер | Ґрунт    | Г'юго Армандо    | Бріан Дабуль Маркуш Даніел        | 6–4, 5–7, [7–10]        |
| Поразка   | 2–10 | Вер 2008 | Кіто, Еквадор              | Челленджер | Ґрунт    | Кайо Замп'єрі    | Леонардо Маєр Г'юго Армандо       | 5–7, 2–6                |
| Поразка   | 2–11 | Лип 2009 | Богота, Колумбія           | Челленджер | Ґрунт    | Маркуш Даніел    | Себастьян Прієто Орасіо Себальйос | 4–6, 5–7                |
| Поразка   | 2–12 | Сер 2009 | Бразиліа, Бразилія         | Челленджер | Тверде   | Кайо Замп'єрі    | Родрігу Гідолін Марсело Демолінер | 4–6, 2–6                |
| Перемога  | 3–12 | Лис 2001 | Сан-Паулу, Бразилія        | Челленджер | Ґрунт    | Франко Феррейро  | Дієго Хункейра Давід Марреро      | 6–3, 6–3                |
| Поразка   | 3–13 | Сер 2010 | Бразиліа, Бразилія         | Челленджер | Тверде   | Кайо Замп'єрі    | Франко Феррейро Андре Са          | 6–7(5–7), 3–6           |

## Виступи у турнірах Великого шолома
| W | Ф | ПФ | ЧФ | #Р | КТ | К# | DNQ | A | NH |

| Відкритий чемпіонат Австралії з тенісу |     |     | К2р | 1р  | 2р  | 1р  |     |     |     |     | 1р  | 2р  | 0 / 5  | 2–5  | 29% |
| Відкритий чемпіонат Франції з тенісу   |     | К2р | К1р | 1р  | 1р  | К1р | К1р |     | К1р | 1р  | 1р  |     | 0 / 4  | 0–4  | 0%  |
| Вімблдонський турнір                   |     | К2р | К2р | К1р | 1р  |     | К2р | К2р | К1р | 1р  | 2р  |     | 0 / 3  | 1–3  | 25% |
| Відкритий чемпіонат США з тенісу       | К3р | К2р | К3р | 3р  | 2р  | К2р | К1р | К1р | К3р | 2р  | 1р  | 1р  | 0 / 5  | 4–5  | 44% |
| В-П                                    | 0–0 | 0–0 | 0–0 | 2–3 | 2–4 | 0–1 | 0–0 | 0–0 | 0–0 | 1–3 | 1–4 | 1–2 | 0 / 17 | 7–17 | 29% |
| Рейтинг на кінець року                 | 133 | 144 | 128 | 71  | 111 | 134 | 257 | 198 | 151 | 76  | 85  | 286 |        |      |     |
| Тур ATP Мастерс 1000                   |     |     |     |     |     |     |     |     |     |     |     |     |        |      |     |
| Indian Wells Open                      |     |     |     | К1р | 1р  |     |     |     | К2р | 2р  | 2р  | К1р | 0 / 3  | 2–3  | 40% |
| Відкритий чемпіонат Маямі з тенісу     |     | К1р | К1р | 2р  | 2р  | К2р | 2р  |     | 1р  | 1р  | 1р  | К1р | 0 / 6  | 3–6  | 33% |
| Мадрид                                 |     |     |     | К1р | К1р |     |     |     |     |     |     |     | 0 / 0  | 0–0  | –   |
| Мастерс Канада                         |     |     |     |     | 2р  |     |     |     |     |     |     |     | 0 / 1  | 1–1  | 50% |
| Мастерс Цинциннаті                     |     |     |     |     | 1р  |     |     |     |     |     |     |     | 0 / 1  | 0–1  | 0%  |
| В-П                                    | 0–0 | 0–0 | 0–0 | 1–1 | 2–4 | 0–0 | 1–1 | 0–0 | 0–1 | 1–2 | 1–2 | 0–0 | 0 / 11 | 6–11 | 35% |